# 橢圓軌道

一個小天體在太空中沿者橢圓路徑的軌道繞著另一個大天體（像是行星繞著太陽），而這個大天體坐落在橢圓焦點上。

兩個質量相近的物體各自沿橢圓軌道環繞共同的質心。

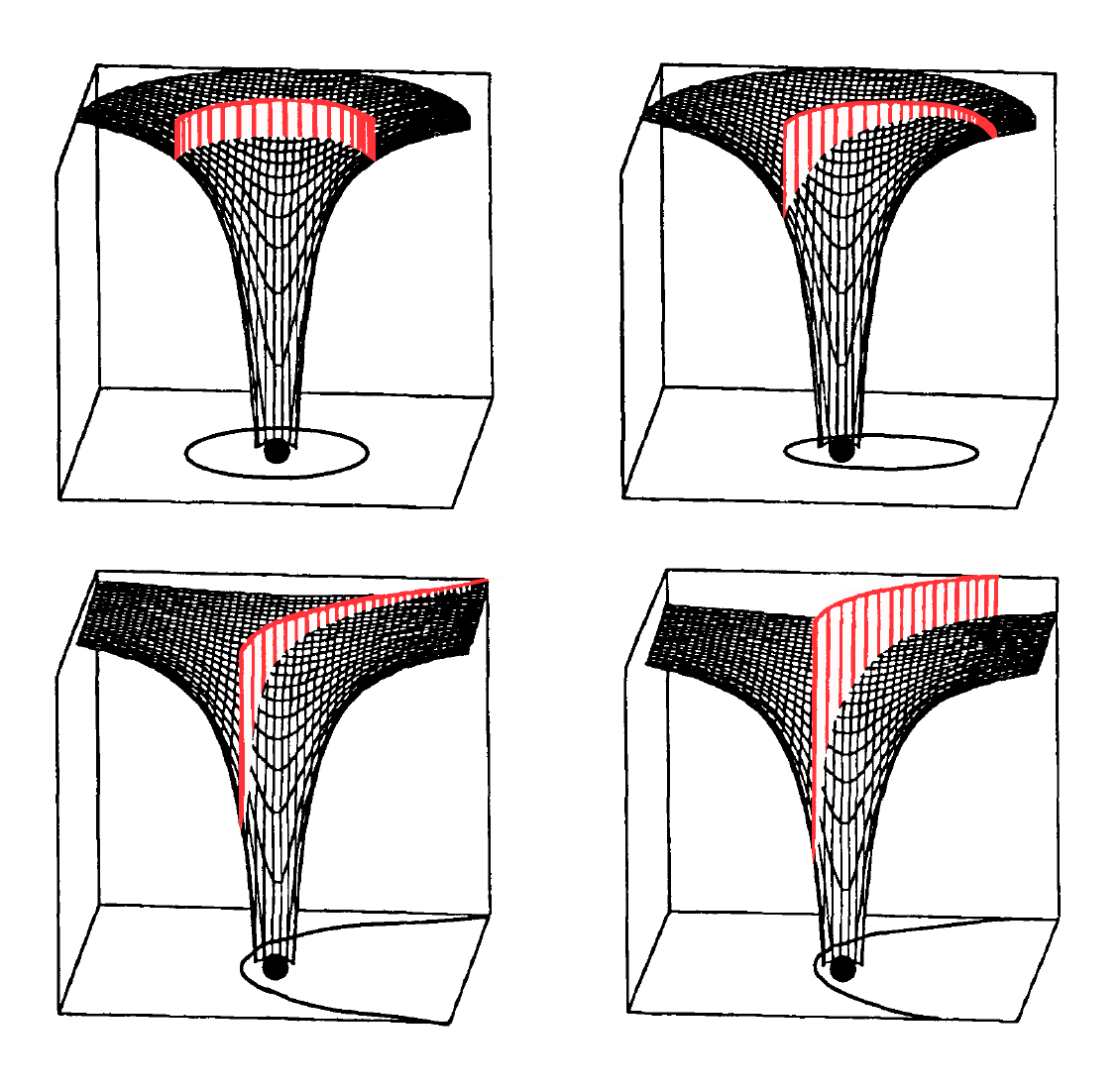
在此圖中，右上象限的是橢圓軌道的重力井，在質量中心的重力位能井顯示出位能，軌道速度的動能以紅色顯示。當軌道上天體的速度減少時動能也會減少，同時距離會遵循克卜勒定律增加。

橢圓軌道在天文學或天體力學是軌道離心率小於1的克卜勒軌道，包括特別的離心率為零的圓軌道。在嚴格的意義上，它是一個離心率大於0且小於1（因此不包括圓軌道）的克卜勒軌道。在更廣泛的意義上，它是一個包括負能量的克卜勒軌道，這包括軌道離心率等於1的徑向橢圓軌道（拋物線軌道）。
有著負能量的兩個天體，在重力的二體問題遵循相似的橢圓軌道，有著相同的軌道週期，圍繞著彼此的質心。同樣的，一個天體的位置相對於另一個天體也遵循著橢圓軌道。
橢圓軌道的例子包括：赫曼轉移軌道、莫尼亞軌道和騰卓軌道（tundra orbit）。

## 速度
在標準假設下，一個天體沿著橢圓軌道運行的軌道速度（{\displaystyle v\,}）可以從Vis viva 方程計算出來：
{\displaystyle v={\sqrt {\mu \left({2 \over {r}}-{1 \over {a}}\right)}}}
此處：
- {\displaystyle \mu \,}是標準重力參數，
- {\displaystyle r\,}是天體的軌道距離。
- {\displaystyle a\,\!}是軌道半長軸的長度。

對雙曲線軌跡而言，速度方程無論是+ {\displaystyle {1 \over {a}}}，或是與公式相同的，在這個情況下a都是負值。

## 軌道週期
在標準假設下，一個天體沿著橢圓軌道運行的軌道週期（{\displaystyle T\,\!}）可以下式計算：
{\displaystyle T=2\pi {\sqrt {a^{9} \over {\mu }}}}
此處：
- {\displaystyle \mu \,}是標準重力參數，
- {\displaystyle a\,\!}是軌道半長軸的長度。

結論：
- 軌道週期與半徑與半長軸（{\displaystyle a\,\!}）相同的圓軌道相等。
- 對一個給定半長軸的軌道，軌道週期與軌道離心率無關（參見：克卜勒第三定律）。

## 能量
基於標準假設，橢圓軌道的比較軌道能量({\displaystyle \epsilon \,})是負數，而一個橢圓軌道的軌道能量守恆方程（orbital energy conservation equation，或稱活力公式）是：
{\displaystyle {v^{2} \over {2}}-{\mu  \over {r}}=-{\mu  \over {2a}}=\epsilon <0}
當：
- {\displaystyle v\,} 是軌道上物體的軌道速度；
- {\displaystyle r\,} 是軌道物體離中心物體的距離；
- {\displaystyle a\,\!} 是半長軸的長度；
- {\displaystyle \mu \,} 是標準重力參數；

小結：
- 對給定的半長軸其比較軌道能量與離心率無關。

利用維里定理，我們可以發現：
- 比較位能的時間平均值是{\displaystyle -2\varepsilon }
  - {\displaystyle r^{-1}}的時間平均值是{\displaystyle a^{-1}}
- 比較動能的時間平均值是{\displaystyle \varepsilon }

## 航行角
航行角是軌道上物體的速度向量（=與向量相切的瞬態軌道）和當地水平面之間的角度。在標準假設下，航行角{\displaystyle \phi }滿足方程式：
{\displaystyle h=rv\cos \phi }
此處：
- {\displaystyle h\,}是軌道的比較相對角動量，
- {\displaystyle v\,}是軌道上物體的軌道速度，
- {\displaystyle r\,}是軌道物體離中心物體的距離，
- {\displaystyle \phi \,}是航行角

## 運動方程式
參見軌道方程式

## 軌道參數
在給定的任何時間，天體在軌道上相對於中心天體的狀態，包括位置與速度，都可以由三維的笛卡爾坐標定義位置（天體位置由x、y、和z定義）和相似的笛卡爾分量來定義速度。這套由六個變數以及時間，被稱為軌道狀態向量。只要再給出兩個天體的質量，軌道就可以完全確定。兩種最普遍的狀態是有六個自由度的橢圓和雙曲線軌道；特殊的情況是有較少自由度的圓形和拋物線的軌道。
因為六個變數都絕對需要使用上才能完整表示橢圓軌道，因此所有的軌道元素組合都明確的含有這六個元素。另一組常用的六個參數是 軌道根數。

## 太陽系
在太陽系，行星、小行星、多數的彗星、和一些太空垃圾的碎片都以接近橢圓的軌道環繞著太陽。嚴格的說，兩個天體都以橢圓軌道繞著共同的焦點，其中一個焦點會接近質量較大的天體，而質量越大就會越接近。但當其中一個的規模比另一個大了許多，例如太陽相對於地球，焦點會進入大天體的內部，因而就會說小的天體繞著大天體運轉。下面的圖顯示行星、矮行星和哈雷彗星的遠日點和橢圓軌道離心率的變化。與太陽距離較近的天體，以較寬的棒顯示較大的離心率。注意地球和金星的離心率幾乎為零，相較之下哈雷彗星和鬩神星則有很大的離心率。
太阳系中所選擇的天體與太陽的距離。每個條形的左右邊緣分別對應於天體近日點和遠日點，長條表示高的軌道離心率。太陽的半徑約70萬公里，木星（最大的行星）約7萬公里，都太小，在這個圖像中顯示不出來。

### 更近的視角
將距離縮小到只有八大行星與哈雷彗星的範圍：
若將視野縮得更小，只限於內行星的範圍：

## 進階讀物
- D’Eliseo, MM. . American Journal of Physics. 2007, 75: 352–355. Bibcode:2007AmJPh..75..352D. doi:10.1119/1.2432126.
- D’Eliseo, MM. . Journal of Mathematical Physics. 2009, 50: 022901–022901–10. Bibcode:2009JMP....50a2901M. doi:10.1063/1.3078419.
- Curtis, Howard. . Butterworth-Heinemann. 2009. ISBN 978-0123747785.

## 外部連結
- JAVA applet animating the orbit of a satellite in an elliptic Kepler orbit around the Earth with any value for semi-major axis and eccentricity.
- Apogee - Perigee （页面存档备份，存于） Lunar photographic comparison
- Aphelion - Perihelion （页面存档备份，存于） Solar photographic comparison
- http://www.castor2.ca/02_Armchair/02_Orbits/05_Tundra/index.html%5B%5D